# Ti.Pi.Cal.
Ti.Pi.Cal. ist ein italienisches Danceprojekt, das 1993 in Gela (Sizilien) gegründet wurde. Der Name setzt sich aus den ersten Silben der Nachnamen der drei Gründer Daniele Tignino, Riccardo Piparo und Vincenzo Callea zusammen. Neben Eigenproduktionen veröffentlichten die DJs auch Remixe.

## Geschichte
Die sizilianischen DJs wurden 1995 durch die Lieder Round and Around und The Colour Inside bekannt; mit der Beteiligung des Sängers Josh Colow erreichten beide Singles Platz eins der italienischen Charts. 1996 veröffentlichte das Projekt das erste Album Colourful sowie unter dem Namen Kasto die Single Gimme Love. Nachdem 1997 die Sängerin Kimara Lawson zum Projekt gestoßen war, löste es sich schon zwei Jahre später vorerst auf.
2001 kam es zu einer kurzen Reunion mit Sänger Josh Colow, aus der die Single Is This the Love hervorging; 2006 folgte What I Like. Schließlich begann das Projekt mit der Arbeit an einem neuen Album, das 2011 unter dem Titel Stars erschien (wie auch die gleichnamige Single).

## Diskografie
Alben
- Colourful (EMI, 1996)
- Stars (Universal, 2011)

Singles (Auswahl)

| Jahr | Titel Album                 | Höchstplatzierung, Gesamtwochen, AuszeichnungChartsChartplatzierungen (Jahr, Titel, Album, Platzierungen, Wochen, Auszeichnungen, Anmerkungen) | Anmerkungen                                                   |
| Jahr | Titel Album                 | IT | Anmerkungen                                                   |
| ---- | --------------------------- | --- | ------------------------------------------------------------- |
| 1994 | Illusion Colourful          | IT19 (4 Wo.)IT |                                                               |
| 1994 | Round and Around Colourful  | IT1 (16 Wo.)IT |                                                               |
| 1995 | The Colour Inside Colourful | IT1 (17 Wo.)IT |                                                               |
| 1996 | It Hurts Colourful          | IT4 (12 Wo.)IT |                                                               |
| 1996 | Why Me Colourful            | IT5 (11 Wo.)IT |                                                               |
| 1997 | Hidden Passion              | IT3 (3 Wo.)IT | Platz 8 (11 Wo.) in den M&D-Charts als Ti.Pi.Cal. feat Kimara |
| 1997 | Live for Today              | — | Platz 22 (3 Wo.) in den M&D-Charts als Ti.Pi.Cal. feat Kimara |
| 1998 | Follow Your Heart           | — | Platz 5 (4 Wo.) in den M&D-Charts als Ti.Pi.Cal. feat Kimara  |
| 1999 | Music Is My Life            | IT16 (1 Wo.)IT | Platz 8 (5 Wo.) in den M&D-Charts als Ti.Pi.Cal. feat Kimara  |
| 2001 | Is This the Love Stars      | IT33 (1 Wo.)IT | als Ti.Pi.Cal. feat Josh                                      |
| 2011 | Stars                       | IT60 (3 Wo.)IT | als Ti.Pi.Cal. feat Josh                                      |

## Belege
1. 1 2  Dance anni 90: ritornano i TI.PI.CAL con il singolo ‘Stars’. In: Rockol.it. 24. März 2011, abgerufen am 23. Juli 2017 (italienisch).
2. ↑  Chartquellen:
  - M&D-Chartarchiv. Musica e dischi, archiviert vom Original (nicht mehr online verfügbar) am 24. Juli 2017; abgerufen am 23. Juli 2017 (italienisch, kostenpflichtiger Abonnement-Zugang).  Info: Der Archivlink wurde automatisch eingesetzt und noch nicht geprüft. Bitte prüfe Original- und Archivlink gemäß Anleitung und entferne dann diesen Hinweis.
  - Guido Racca & Chartitalia: Top 100 FIMI Singoli. Lulu, 2013, S. 153.